# Premier League (Malta)
BOV Premier League este cea mai importantă competiție fotbalistică din Malta.

## Poziție în clasamentul coeficienților UEFA
La 17 ianuarie 2021.
| Rank | Association       | Coefficient |
| ---- | ----------------- | ----------- |
| 43   | Georgia           | 6,875       |
| 43   | Finlanda          | 6,875       |
| 43   | Republica Moldova | 6,875       |
| 46   | Malta             | 6,375       |
| 47   | Insulele Feroe    | 6,125       |
| 48   | Kosovo            | 5,833       |
| 49   | Gibraltar         | 5,666       |

## Echipele participante în sezonul 2020–21
- Balzan F.C.
- Birkirkara F.C.
- Floriana F.C.
- Gudja United F.C.
- Gżira United F.C.
- Ħamrun Spartans F.C.
- Hibernians F.C.
- Lija Athletic F.C.
- Mosta F.C.
- St. Lucia F.C.
- Senglea Athletic F.C.
- Sirens F.C.
- Sliema Wanderers F.C.
- Tarxien Rainbows F.C.
- Valletta F.C.
- Żejtun Corinthians F.C.

## Lista echipelor campioane
În total, zece cluburi au câștigat campionatul Maltei, incluzând titlurile din defuncta Primă Divizie Malteză, care a fost înlocuită de Premier League, în anul 1980. Dintre echipele campioane, trei au câștigat titlul de peste 20 de ori: Sliema Wanderers – 26, Floriana – 26 și Valletta – 25.
Decernarea stelelor de aur, a fost introdusă în fotbal, ca o metodă de recunoaștere a multiplelor campioane.
În Malta, cluburile își pot adăuga o stea de aur, deasupra emblemei, la fiecare zece campionate câștigate.
Sliema Wanderers, Floriana și Valletta se pot mândri cu două stele de aur, în timp ce Hibernians are una singură.
| Club                          | Campionate | Vicecampioană | Sezoanele în care a câștigat campionatul |
| ----------------------------- | ---------- | ------------- | --- |
| Sliema Wanderers              | 26         | 29            | 1919–20, 1922–23, 1923–24, 1925–26, 1929–30, 1932–33, 1933–34, 1935–36, 1937–38, 1938–39, 1939–40, 1948–49, 1953–54, 1955–56, 1956–57, 1963–64, 1964–65, 1965–66, 1970–71, 1971–72, 1975–76, 1988–89, 1995–96, 2002–03, 2003–04, 2004–05 |
| Floriana                      | 26         | 12            | 1909–10, 1911–12, 1912–13, 1920–21, 1921–22, 1924–25, 1926–27, 1927–28, 1928–29, 1930–31, 1934–35, 1936–37, 1949–50, 1950–51, 1951–52, 1952–53, 1954–55, 1957–58, 1961–62, 1967–68, 1969–70, 1972–73, 1974–75, 1976–77, 1992–93, 2019–20 |
| Valletta                      | 25         | 18            | 1914–15, 1931–32, 1944–45, 1945–46, 1947–48, 1958–59, 1959–60, 1962–63, 1973–74, 1977–78, 1979–80, 1983–84, 1989–90, 1991–92, 1996–97, 1997–98, 1998–99, 2000–01, 2007–08, 2010–11, 2011–12, 2013–14, 2015–16, 2017–18, 2018–19          |
| Hibernians                    | 12         | 13            | 1960–61, 1966–67, 1968–69, 1978–79, 1980–81, 1981–82, 1993–94, 1994–95, 2001–02, 2008–09, 2014–15, 2016–17 |
| Ħamrun Spartans               | 7          | 11            | 1913–14, 1917–18, 1946–47, 1982–83, 1986–87, 1987–88, 1990–91 |
| Birkirkara                    | 4          | 8             | 1999–2000, 2005–06, 2009–10, 2012–13 |
| Rabat Ajax                    | 2          | 1             | 1984–85, 1985–86 |
| St. George's                  | 1          | 4             | 1916–17 |
| Marsaxlokk                    | 1          | 1             | 2006–07 |
| The King's Own Malta Regiment | 1          | 0             | 1918–19 |

Echipele cu scrise îngroșat, se află, în prezent, în prima ligă.
1. 1 2  „Malta - List of Champions and Runners-Up”. Rec.Sport.Soccer Statistics Foundation. 2 mai 2018. Accesat în 8 septembrie 2018.